# Potelières
Potelières es una comuna francesa situada en el departamento de Gard, en la región de Occitania.

## Demografía
| 248 | 259 | 224 | 238 | 256 | 255 | 363 |
| Para los censos de 1962 a 1999 la población legal corresponde a la población sin duplicidades (Fuente: INSEE [Consultar]) |     |     |     |     |     |     |